# アレハンドロ・ファジャ
アレハンドロ・ファジャ・ラミレス（Alejandro Falla Ramirez, 1983年11月14日 - ）は、コロンビア・カリ出身の男子プロテニス選手。ATPツアーではシングルス・ダブルスとも優勝はない。自己最高ランキングはシングルス48位、ダブルス130位。左利きの選手。身長185cm、体重77kg。

## 来歴
ファジャはテニスコーチである父親の手ほどきで6歳からテニスを始め、2000年にプロ入りした。2001年から男子テニス国別対抗戦・デビスカップのコロンビア代表選手になる。2004年全仏オープンで4大大会初出場を果たし、ダビド・ナルバンディアンとの2回戦に進出した。続くウィンブルドンでは、ロジャー・フェデラーとの2回戦でセンターコートに立った。ファジャはフェデラーから3ゲームしか奪えずに1-6, 2-6, 0-6で完敗した。
この後しばらく世界ランキングを落としたが、2006年から再び4大大会に戻ってくる。2年ぶりに出場した全仏オープンでも初戦を突破した後、2回戦でまたもやフェデラーと顔を合わせた。同じく2年ぶりのウィンブルドンでも2回戦に進み、全米オープンにも初出場を果たす。全米オープンの2回戦では、ドミトリー・トゥルスノフに3-6, 6-7(4), 5-7で敗れた。全豪オープンには予選で敗退したが、3月前半のインディアンウェルズ・マスターズでは1回戦でベンヤミン・ベッカーを破り、イワン・リュビチッチとの2回戦に勝ち上がるなど、徐々に実力を上げてきた。
2010年全豪オープンで、ファジャは初めての4大大会3回戦進出を決めた。この全豪3回戦では、第26シードのニコラス・アルマグロに4-6, 3-6, 4-6のストレートで敗退した。ウィンブルドンでは1回戦でロジャー・フェデラーと4大大会で4度目の対戦をした。フェデラーから初めてセットを奪ったが、7-5, 6-4, 4-6, 6-7(1), 0-6で敗れた。
2011年2月のSAPオープンのダブルスでグザビエ・マリスと組んでファジャは初のツアー決勝に進出した。決勝ではスコット・リプスキー/ラジーブ・ラム組に4–6, 6–4, [8–10]で敗れ準優勝となった。
2011年全仏オープンでファジャは予選から勝ち上がり、初めて4大大会の4回戦に進出した。4回戦ではフアン・イグナシオ・チェラに6-4, 2-6, 6-1, 6-7(5), 2-6で敗れた。
2012年全豪オープンでは2回戦で第8シードのマーディ・フィッシュを7-6(4), 6-3, 7-6(5)で破り、3回戦に進出した。3回戦ではフィリップ・コールシュライバーに3-6, 2-6, 6-7(3)で敗れた。ロンドン五輪にも出場し1回戦で第1シードのロジャー・フェデラーに3-6, 7-5, 6-3で敗れた。
2013年7月の地元のコロンビア・オープンで初めてシングルスの決勝に進出したがイボ・カロビッチに3–6, 6–7(4)で敗れツアー初優勝を逃した。
ファジャは2017年10月のフェアフィールドでのチャレンジャー大会に出場したのが最後になり、2018年1月、34歳で現役を引退した。

## ATPツアー決勝進出結果

### シングルス: 2回 (0勝2敗)
| 大会グレード                            |
| グランドスラム (0-0)                    |
| ATPワールドツアー・ファイナル (0-0)     |
| ATPワールドツアー・マスターズ1000 (0-0) |
| ATPワールドツアー・500シリーズ (0-0)    |
| ATPワールドツアー・250シリーズ (0–2)    |

| サーフェス別タイトル |
| ハード (0–1)         |
| クレー (0-0)         |
| 芝 (0-1)             |
| カーペット (0-0)     |

| 結果   | No. | 決勝日        | 大会   | サーフェス | 対戦相手             | スコア         |
| ------ | --- | ------------- | ------ | ---------- | -------------------- | -------------- |
| 準優勝 | 1.  | 2013年7月21日 | ボゴタ | ハード     | イボ・カロビッチ     | 3–6, 6–7(4)    |
| 準優勝 | 2.  | 2014年6月15日 | ハレ   | 芝         | ロジャー・フェデラー | 6–7(2), 6–7(3) |

### ダブルス: 1回 (0勝1敗)
| 結果   | No. | 決勝日        | 大会     | サーフェス    | パートナー       | 対戦相手                            | スコア           |
| ------ | --- | ------------- | -------- | ------------- | ---------------- | ----------------------------------- | ---------------- |
| 準優勝 | 1.  | 2011年2月13日 | サンノゼ | ハード (室内) | グザビエ・マリス | スコット・リプスキー ラジーブ・ラム | 4–6, 6–4, [8–10] |

## 4大大会シングルス成績
略語の説明
| W | F | SF | QF | #R | RR | Q# | LQ | A | Z# | PO | G | S | B | NMS | P | NH |

W=優勝, F=準優勝, SF=ベスト4, QF=ベスト8, #R=#回戦敗退, RR=ラウンドロビン敗退, Q#=予選#回戦敗退, LQ=予選敗退, A=大会不参加, Z#=デビスカップ/BJKカップ地域ゾーン, PO=デビスカップ/BJKカッププレーオフ, G=オリンピック金メダル, S=オリンピック銀メダル, B=オリンピック銅メダル, NMS=マスターズシリーズから降格, P=開催延期, NH=開催なし.
| 大会           | 2004 | 2005 | 2006 | 2007 | 2008 | 2009 | 2010 | 2011 | 2012 | 2013 | 2014 | 2015 | 2016 | 通算成績 |
| -------------- | ---- | ---- | ---- | ---- | ---- | ---- | ---- | ---- | ---- | ---- | ---- | ---- | ---- | -------- |
| 全豪オープン   | A    | A    | A    | LQ   | 2R   | A    | 3R   | 1R   | 3R   | 2R   | 2R   | 1R   | A    | 7–7      |
| 全仏オープン   | 2R   | LQ   | 2R   | 1R   | 2R   | LQ   | 2R   | 4R   | 1R   | 1R   | 1R   | 1R   | LQ   | 7–10     |
| ウィンブルドン | 2R   | LQ   | 2R   | 2R   | 1R   | 1R   | 1R   | 1R   | 3R   | 1R   | 1R   | 1R   | A    | 5–11     |
| 全米オープン   | LQ   | LQ   | 2R   | LQ   | LQ   | 1R   | 1R   | 2R   | 1R   | A    | 1R   | LQ   | A    | 2–6      |